# Four Friends
Four Friends es una película de comedia dramática de 1981 dirigida por Arthur Penn. El guion semiautobiográfico de Steve Tesich sigue el camino de los personajes del título de la escuela secundaria a la universidad durante los años 1960 a menudo turbulentas y más allá. Las características del reparto son Craig Wasson, Jodi Thelen, Jim Metzler y Glenne Headly.

## Sinopsis de la trama
El cuarteto del título son Danilo Prozor, nacido en Yugoslavia, que llegó a los Estados Unidos a la edad de doce años y desde entonces ha estado tratando de distinguir entre la realidad de su país de adopción y la visión idealista que al respecto trajo consigo; David, niño con sobrepeso judío, con actitudes de hijo de mamá; Tom, el atractivo deportista WASP que tiene una habilidad especial con las damas, y Georgia, segura de sí misma y de espíritu libre, que se cree la reencarnación de Isadora Duncan, sueña con una exitosa carrera como bailarina y es amada por cada uno de sus tres amigos.
La película es una serie de viñetas cuyo objetivo principal es el de Danilo: sus conflictos con su padre, sus luchas con su herencia, su noviazgo y su matrimonio frustrado con Adrienne Carnahan, debutante de Long Island (asesinada por su propio padre en un asesinato-suicidio en la recepción de la boda, por su negativa a aceptar el matrimonio) y su relación prolongada con Georgia.

## Elenco
- Craig Wasson como Danilo.
- Jodi Thelen como Georgia.
- Michael Huddleston como David.
- Jim Metzler como Tom.
- Miklos Simon como Mr. Prozor
- Elizabeth Lawrence como Mrs. Prozor
- Julia Murray como Adrienne.
- Reed Birney como Louie.
- James Leo Herlihy como Mr. Carnahan
- Lois Smith como Mrs. Carnahan
- Glenne Headly como Lola.